# Harperia
Harperia là một chi thực vật có hoa trong họ Restionaceae.